# Сиротово
Сиротово — деревня в Чагодощенском районе Вологодской области.
Входит в состав Лукинского сельского поселения, с точки зрения административно-территориального деления — в Лукинский сельсовет.
Расстояние по автодороге до районного центра Чагоды — 50 км, до центра муниципального образования деревни Анишино — 9 км. Ближайшие населённые пункты — Котово, Олисово, Чикусово.
По переписи 2002 года население — 20 человек (4 мужчины, 16 женщин). Всё население — русские.